# Libro corale

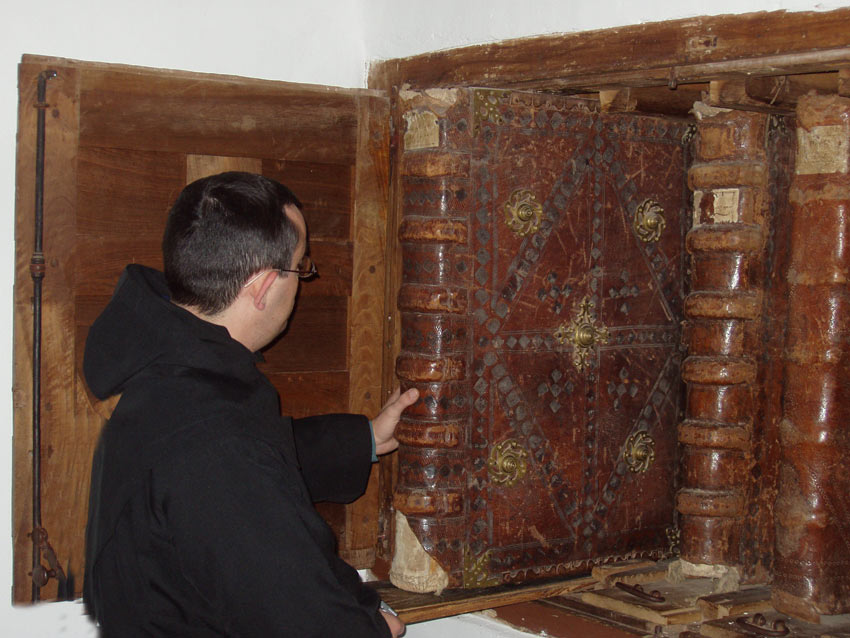
Collezione di Libri corali del Real Monasterio de San Millán de Yuso in Spagna.

Un libro corale era un grande libro di musica manoscritto usato dai cori nelle chiese o cattedrali nel corso del Medioevo e soprattutto del Rinascimento.

## Storia

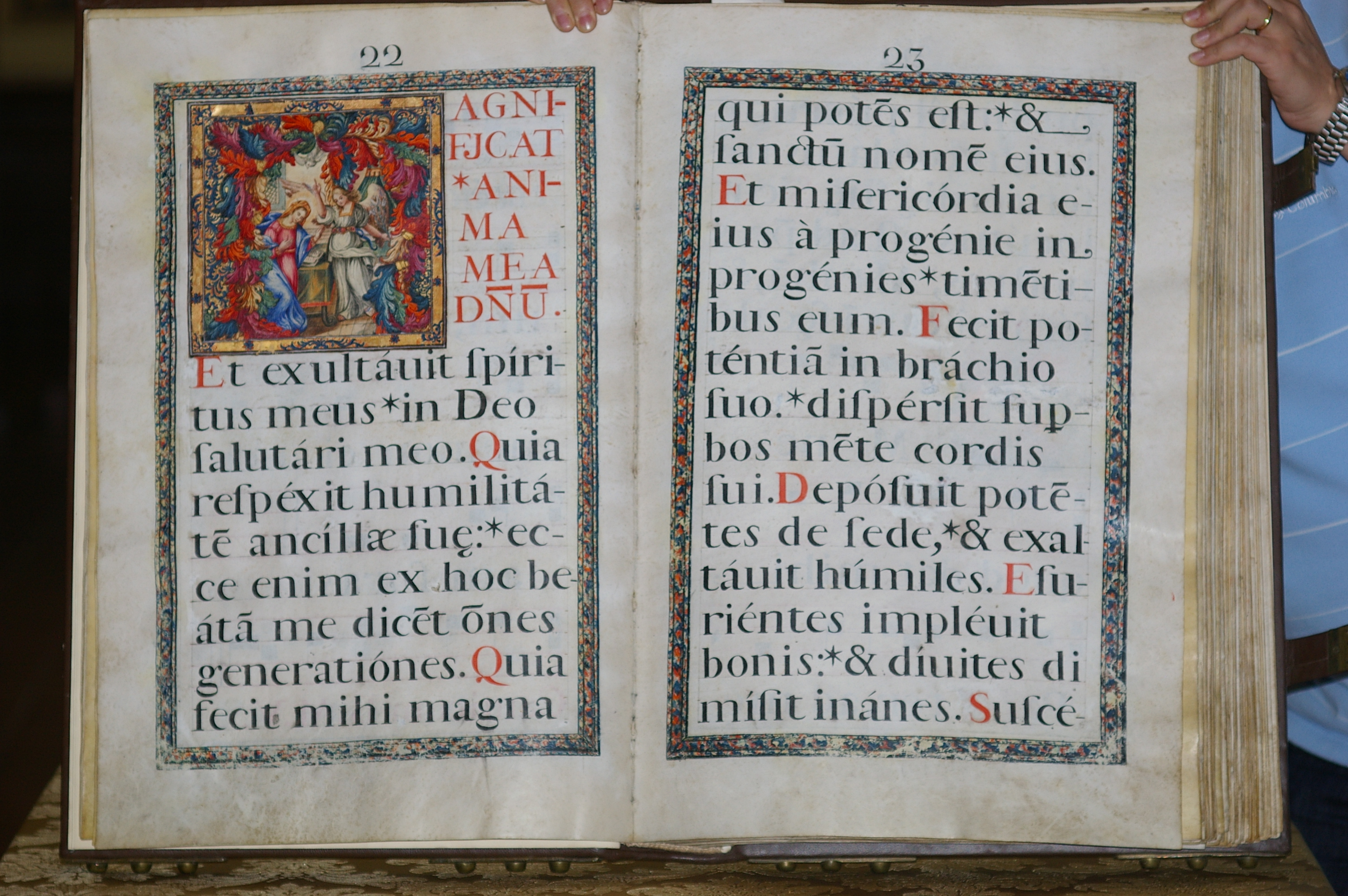
Libro corale conservato nella biblioteca della Chiesa di San Francesco e Sant'Antonio a Cava de' Tirreni.

In particolare nel Rinascimento, era uso che il coro, costituito dai cantori, fosse posto nella zona della chiesa chiamata presbiterio e al centro dello stesso veniva disposto un ampio leggio che doveva ospitare il libro corale e renderlo leggibile alla totalità dei cantori. 

Per questo motivo il libro corale doveva essere di grandi dimensioni; in alcuni casi raggiunse il formato di cm 51 x 34 che in posizione aperta aveva una dimensione di cm 51 x 68.
Per pezzi scritti in stile polifonico, tutte le parti o voci erano scritte in una singola coppia di pagine. Ciò in contrasto rispetto ai singoli spartiti odierni, dove ogni cantore ha la sua parte in un foglio di più modeste dimensioni. 
Davanti al leggio, in prima fila, erano disposte le voci bianche mentre gli uomini si disponevano in file successive per consentire a tutti una buona visuale del libro corale.
Dal XIV-XV secolo il suo uso venne esteso anche al clero officiante la liturgia e questa usanza fece sì che si perdesse la tradizione orale che aveva tramandato i pezzi fino ad allora. 
Un libro corale comportava un notevole investimento di denaro. Molti di essi erano rozzi ed economici e mostravano i segni di un uso pesante e continuato, ma i libri corali delle cattedrali erano, a volte, riccamente decorati e miniati. Essi rappresentavano un investimento importante ed erano raramente di proprietà di singole persone, ma piuttosto di famiglie o di istituzioni.
Anche se il loro impiego raggiunse il massimo della diffusione fra il XV ed il XVI secolo, il libro corale continuò ad essere usato fino al XIX secolo.

## Alcuni libri corali
- Missarum - Liber Tertius
- Libro corale di Eton
- Libro corale Caius
- Libro corale Lambeth
- Manoscritto Pepys
- Manoscritto Ritson